# Henry Blaze de Bury
Henry Blaze barone de Bury (Avignone, 19 maggio 1813 – Parigi, 15 marzo 1888) è stato uno scrittore francese.

## Attività
Mentre era diplomatico a Weimar nel 1839, tradusse il Faust di Goethe. Nel 1844 sposò la critica Rose Stuart.
Viene inviato ancora come diplomatico nel 1848 in Danimarca e poi in Germania come ministro di Hesse-Darmstadt. Pochi anni dopo (1851), a causa dell'aperta opposizione al regime di Napoleone III, la coppia fu costretta a partire per un esilio in Germania che durò sino al 1864. Durante la permanenza in Germania Blaze de Bury tradusse il libretto del Don Giovanni di Mozart.

Souvenirs et récits des campagnes d'Autriche, 1854. da BEIC, biblioteca digitale

Cognato di François Buloz, nipote del compositore Henri-Sébastien Blaze, talvolta sotto pseudonimo collaborò con numerose riviste di spessore come la Revue de Paris e la Revue des deux Mondes. Intervistò numerose personalità tra le quali Giuseppe Verdi il 15 ottobre del 1880.